# Phipps Conservatory & Botanical Gardens
Phipps Conservatory and Botanical Gardens (en español: Invernadero Phipps y jardines botánicos) es un jardín botánico que consta de un complejo de edificios y de jardines en el Schenley Park, Pittsburgh, Pensilvania, Estados Unidos (cerca de Carnegie Museums en Oakland). 
Se encuentra inscrito en el National Register of Historic Places. 
El código de identificación del Phipps Conservatory and Botanical Gardens como miembro del "Botanic Gardens Conservation Internacional" (BGCI), así como las siglas de su herbario es PCPT.

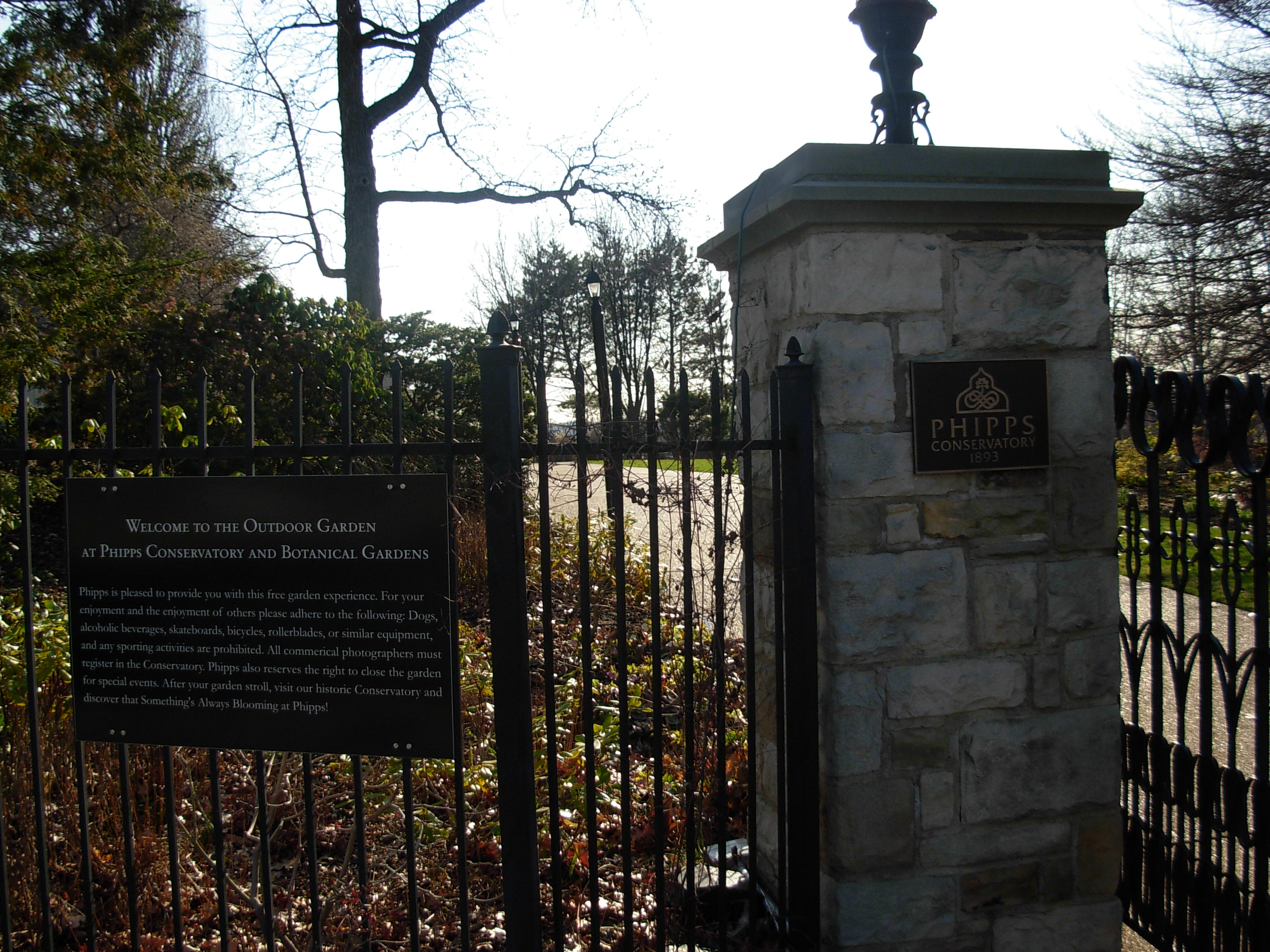
Puerta de entrada a los jardines al aire libre.

## Historia
Los jardines fueron fundados en 1893 por el magnate inmobiliario y del acero Henry Phipps como regalo a la ciudad de Pittsburgh. Su propósito era el de educar y entretener a la gente de Pittsburgh con los jardines formales (romano, inglés, etc.) y diversas especies de plantas exóticas (palmeras, plantas suculentas, bonsái, orquídeas, etc.). 
Las instalaciones contienen actualmente los jardines diseñados dentro del invernadero con trece espacios diferentes y los terrenos colindantes. 
Además de la atrayente flora que se exhibe, es digna de admiración la sofisticada estructura en metal y cristal del invernadero construida por Lord & Burnham que ofrece una obra maestra de la arquitectura de invernadero de estilo victoriano. 
El invernadero de Phipps tiene certificación LEED ambiental de nivel plata. 

## Expansión
En octubre del 2003,  Phipps anunció un ambicioso proyecto  de expansión. La primera fase del cual, un edificio de ingeniería verde rematado por una bóveda neo-Victoriana, fue concluido en el 2005. Los Invernaderos de Producción y un Invernadero de Selva Tropical  fueron terminados en el 2006.
El Invernadero de Selva Tropical tendrá un tema diferente cada año, comenzando con el país Tailandia. Además de una Estación de Investigación del Bosque y de la "Choza del Chamán" (diseñada para educar a los visitantes sobre varios temas culturales), hay dos cascadas, varios puentes, una corriente de agua y una amplia variedad de plantas, desde bambú, y orquídeas, a las plantas de valor económico, cultural y hortícola de las gentes de Tailandia. 
El nuevo invernadero del bosque tropical tiene varias características interesantes, que le hacen extremadamente eficiente en su ahorro de energía (para una casa de cristal). Tiene "tubos de toma a tierra" que discurren subterráneamente para ayudar a refrescar al bosque tropical, y una célula de alimentación de óxido de silicio, que proporciona la energía necesaria de esta parte nueva del edificio.
Durante el 2007, los invernaderos Phipps expusieron la obra en cristal de Dale Chihuly y sus burbujas de cristal soplado. Su equipo de  sopladores de cristal, trabajaron conjuntamente con el equipo del jardín botánico para crear una fusión encantadora y creativa de las plantas de vidrio soplado y las plantas vivas.
El invernadero construido por Lord & Burnham que ofrece una obra maestra de la arquitectura de invernadero de estilo victoriano.

Detalles
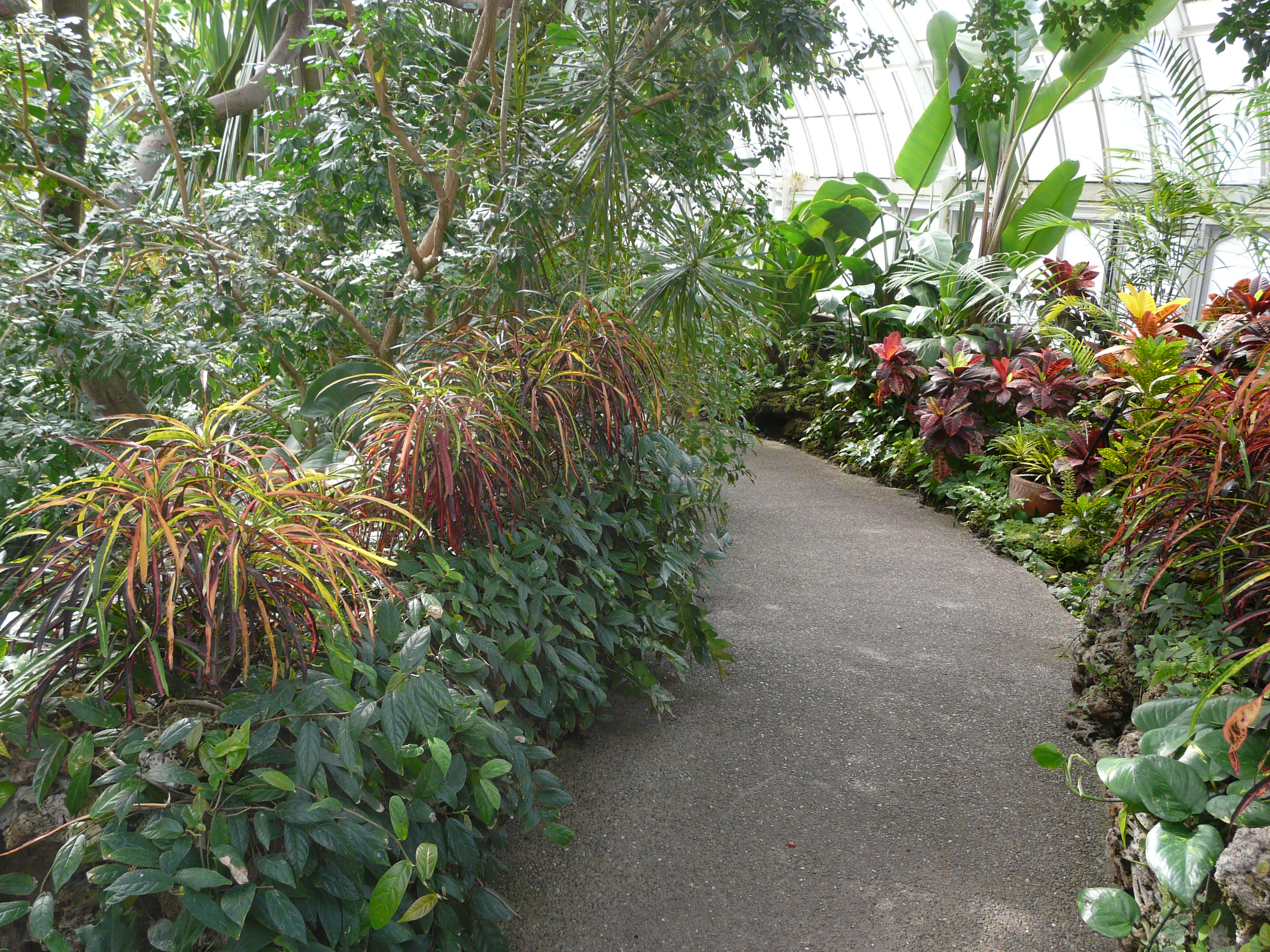
Interior del invernadero.
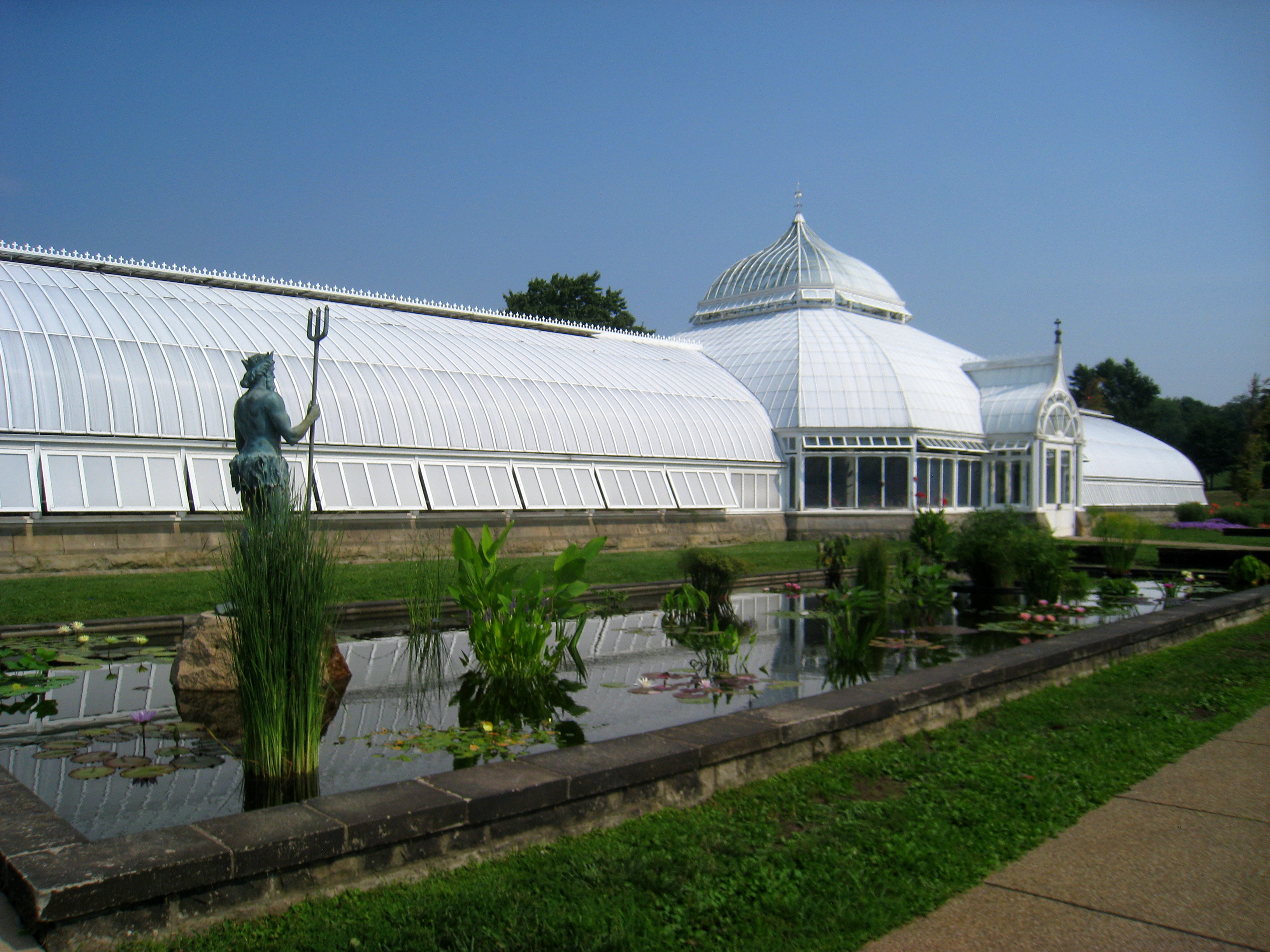
Phipps Conservatory & Botanical Gardens.
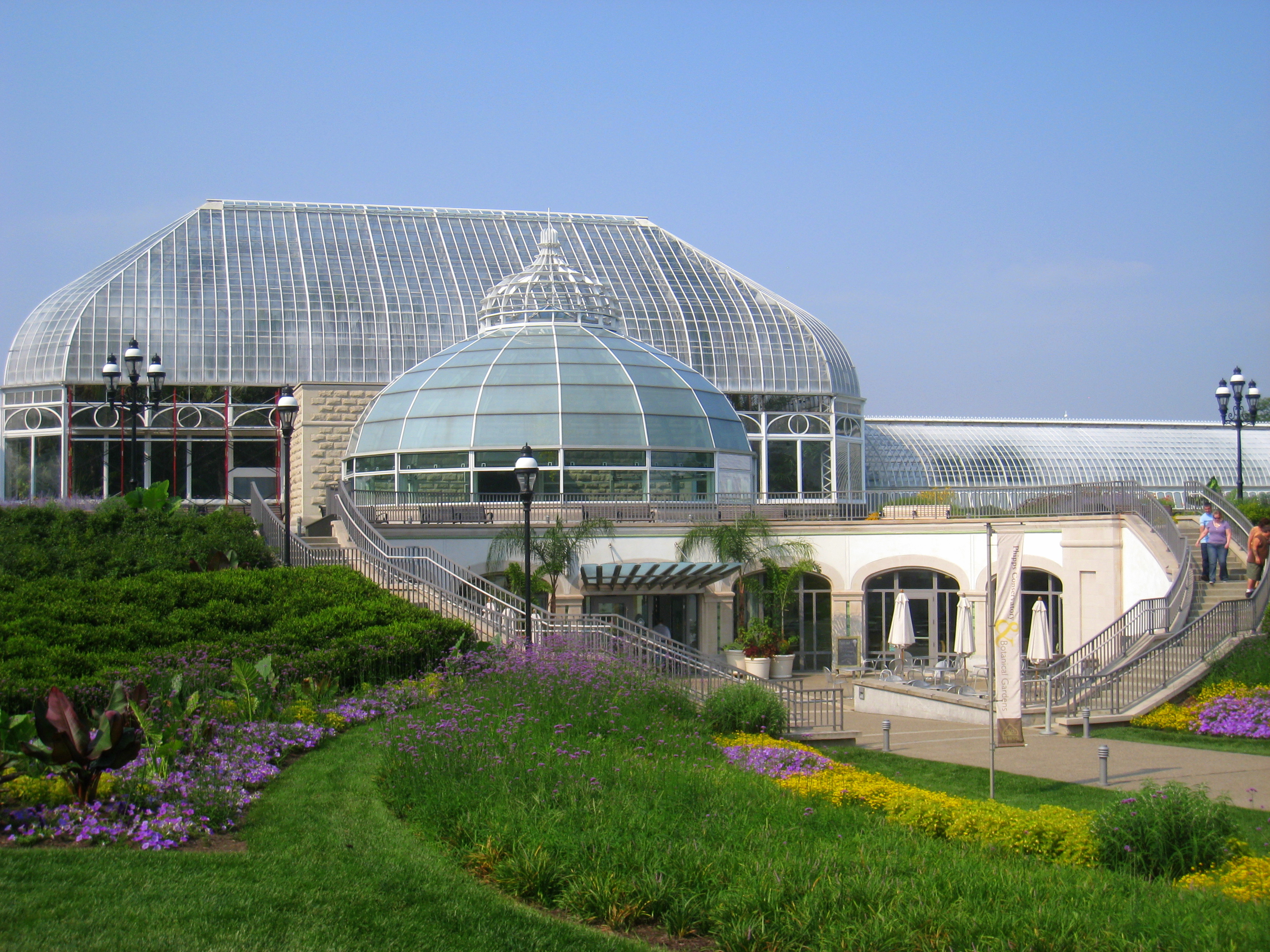
Phipps Conservatory.
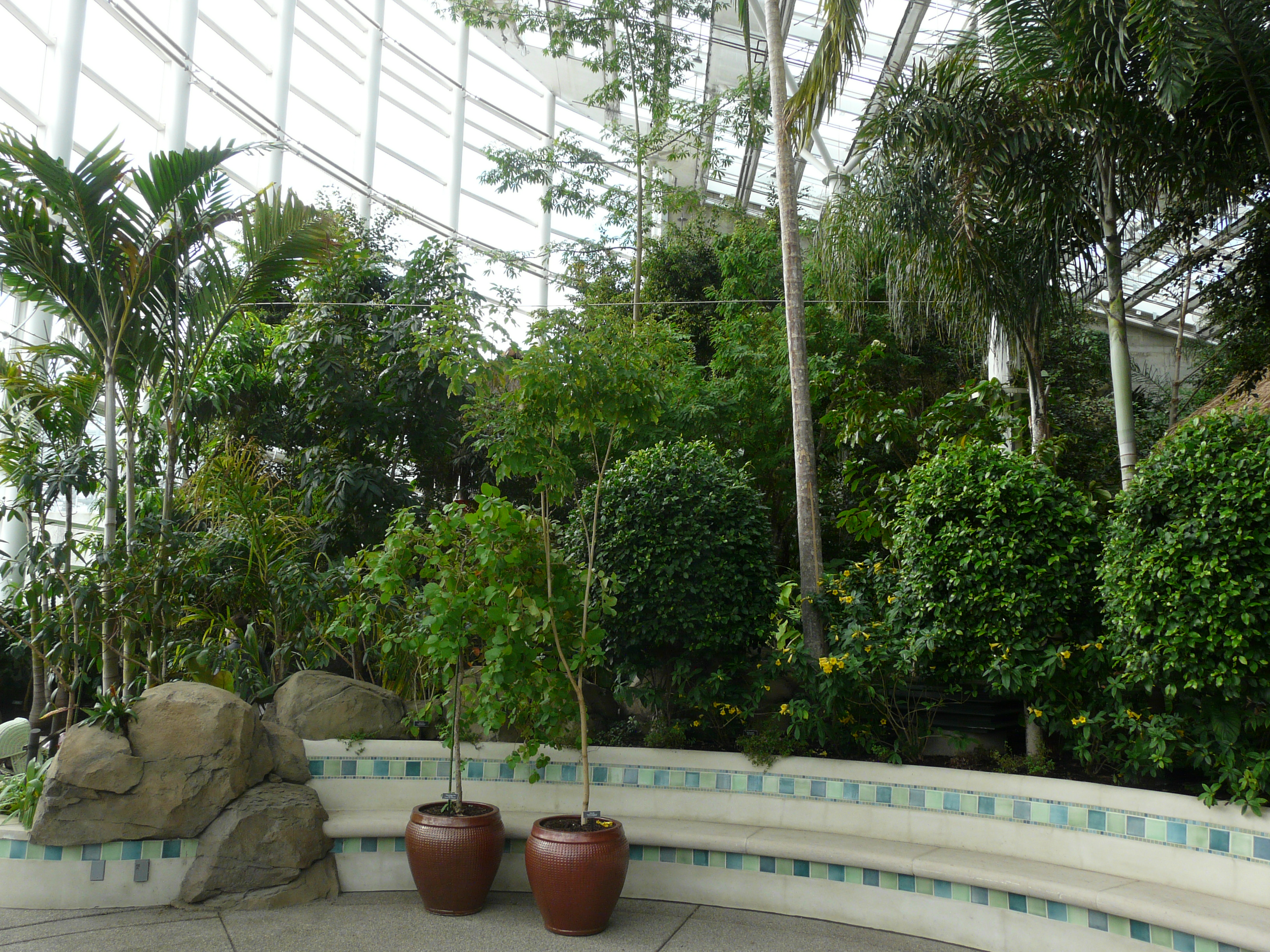
Interior lateral.

Algunas vistas del « Center for Sustainable Landscapes » (Centro de paisajes sostenibles)

Vistas
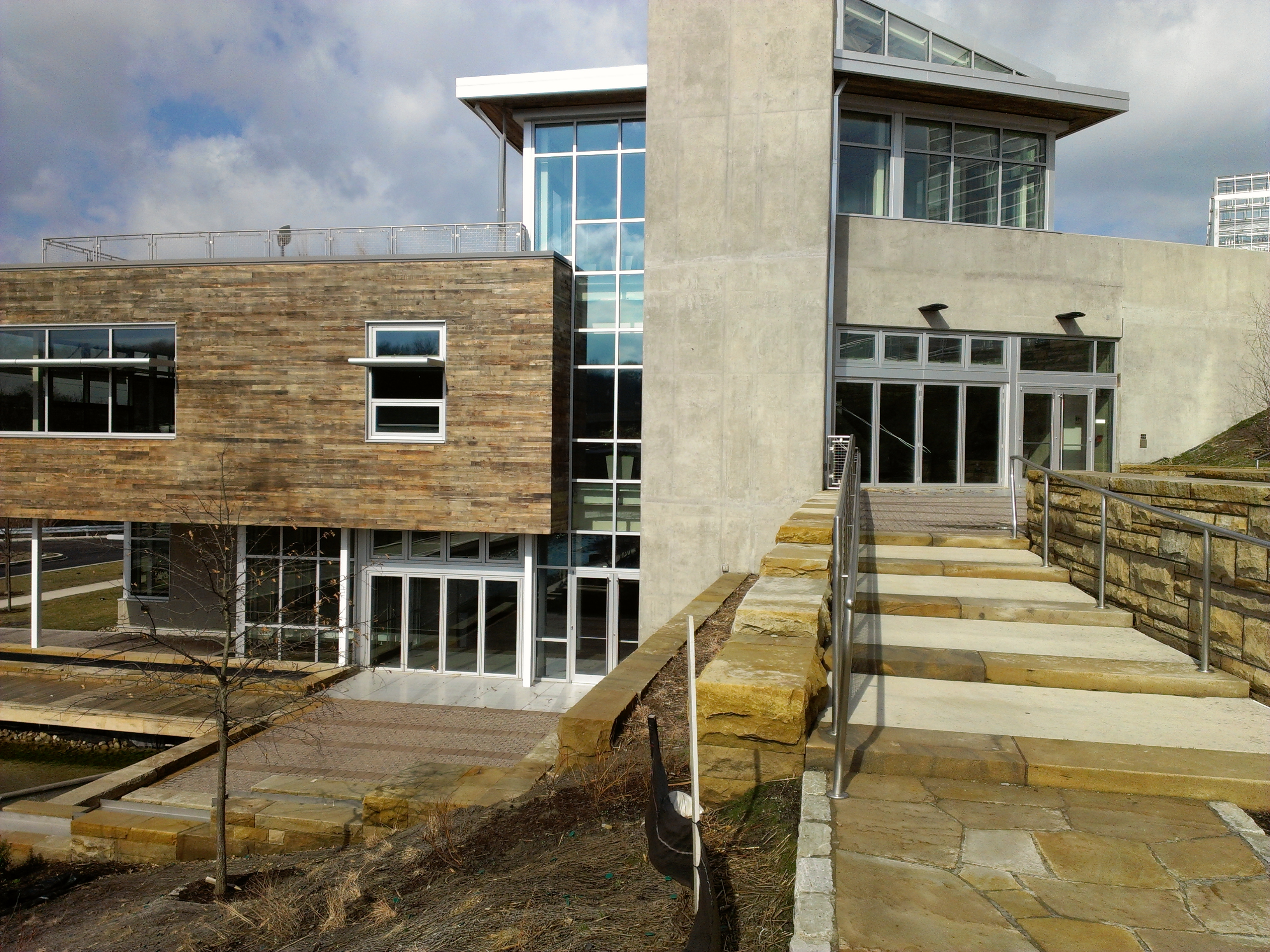
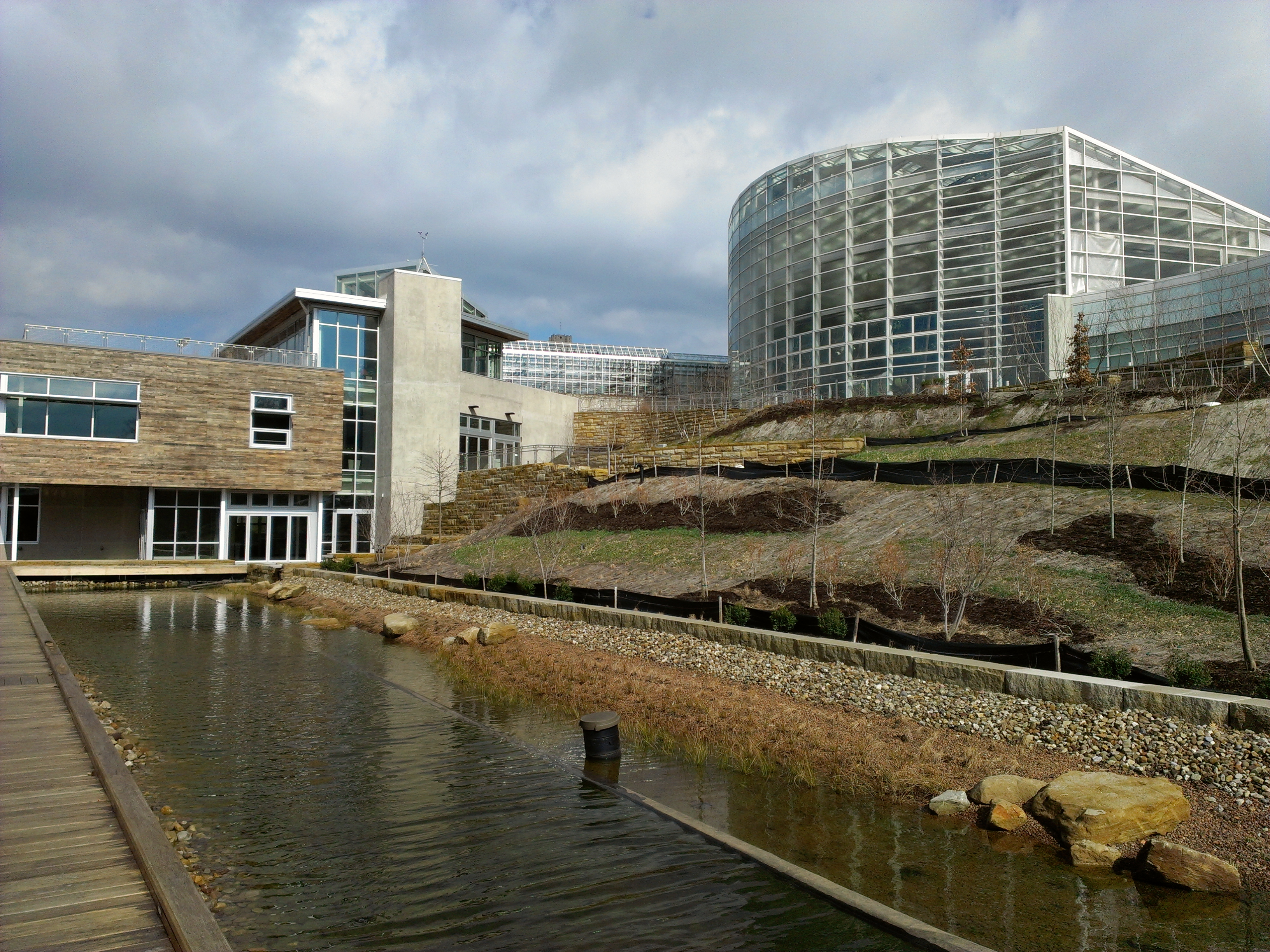
Center for Sustainable Landscapes at Phipps Conservatory.
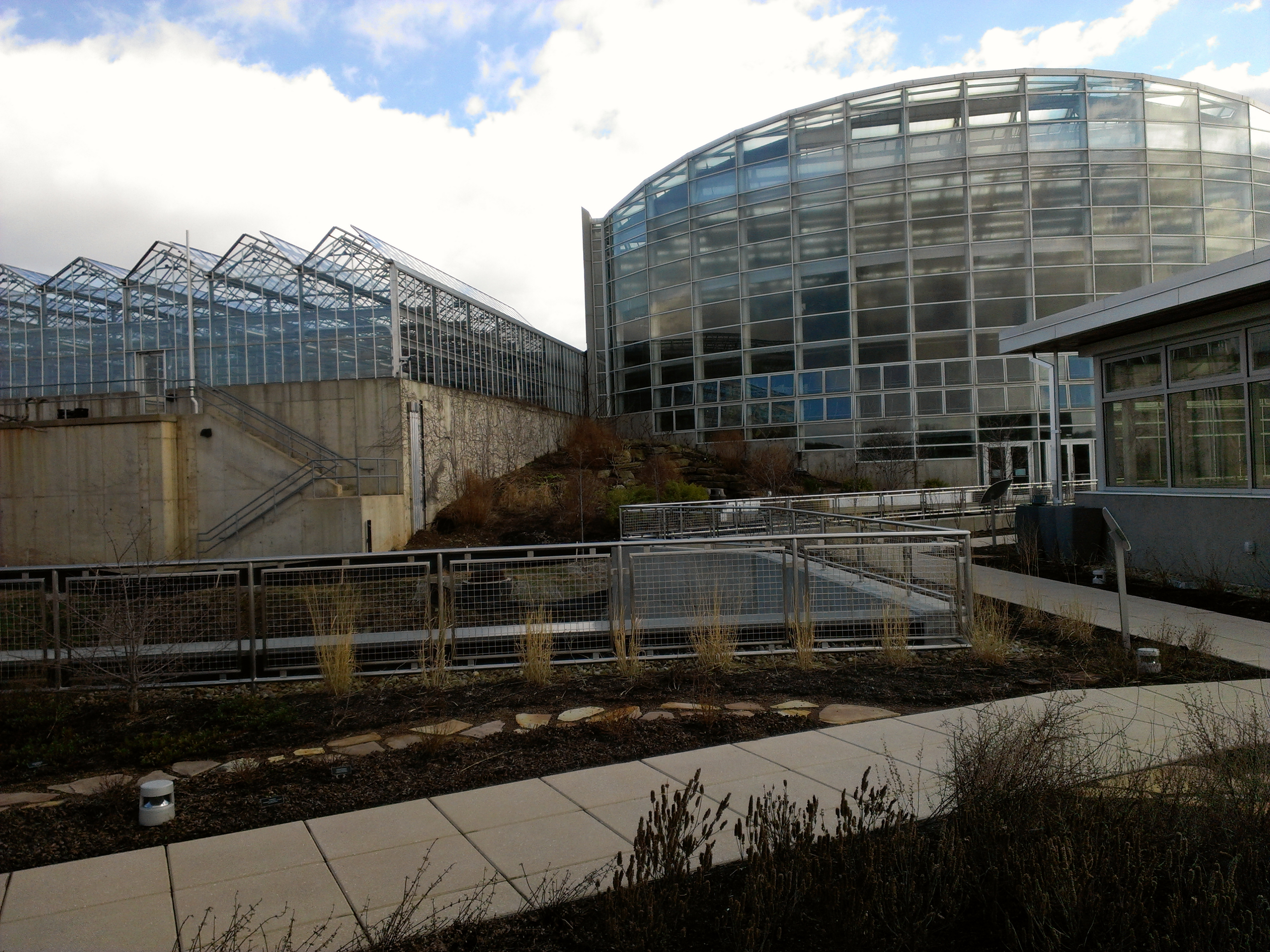
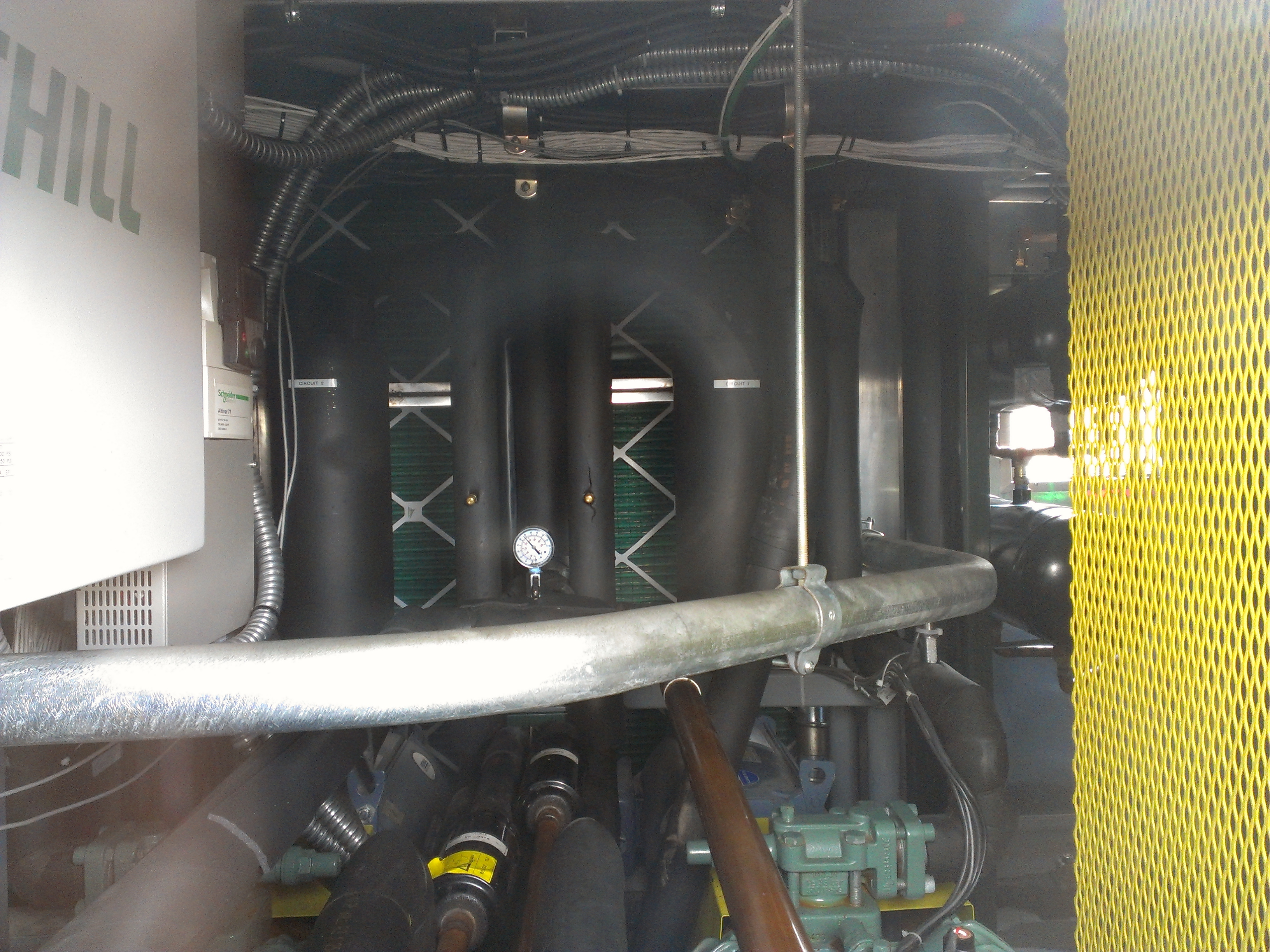
Sistema de recuperación de energía.